# Улькенманас
Улькенманас (каз. Үлкен Манас) — озеро (по иным данным — болото) в Карабалыкском районе Костанайской области Казахстана. Находится в 7 км к юго-западу от села Кособа (бывший совхоз Карабалыкский).
По данным топографической съёмки 1944 года, площадь поверхности озера составляет 2,5 км². Наибольшая длина озера — 2,3 км, наибольшая ширина — 2 км. Длина береговой линии составляет 8,4 км, развитие береговой линии — 1,49. Озеро расположено на высоте 213,8 м над уровнем моря.